# サリヤン県
サリヤン県（サリヤンけん、アゼルバイジャン語:Sarien vilayəti）は、アゼルバイジャン共和国東部のアラン経済特区の県。県都はサリヤン。

## 概要
2021年の人口はおよそ13.9万人。
クラ川に面している。また、シルヴァン国立公園の大部分をこの県が占める。
北部には2001年から稼働している油田が有る。

## 語源
サリヤンという名前の語源は、ヴォルガ川のほとりに住んでいたサルという民族が由来だと言われている。

## 周辺自治体
北から時計回りに
- シルヴァン（英語版）
- ハジュガブル県（英語版）
- バクー
- カスピ海
- ネフトチャラ県
- ビラスヴァル県（英語版）
- サビラバド県

に接する。